# Zagozd
Zagozd je naselje v Občini Litija. Skozi Zagozd poteka oglarska pot.